# Birds Fly South
Birds Fly South – szósty studyjny album amerykańskiego rapera Lil’ Keke’a. Został wydany 28 maja, 2002 roku.

## Lista utworów
| #  | Tytuł                      | Goście              | Czas |
| -- | -------------------------- | ------------------- | ---- |
| 1  | Birds Fly South            |                     | 4:07 |
| 2  | Ballin'                    | Rally Boys          | 3:57 |
| 3  | Prostitute                 |                     | 3:48 |
| 4  | Far To Go                  |                     | 3:40 |
| 5  | Shake Somethin'            |                     | 4:20 |
| 6  | On The Grind               | Lil’ C & Archie Lee | 4:10 |
| 7  | Dreamin'                   |                     | 3:57 |
| 8  | Here We Go Again           |                     | 4:07 |
| 9  | Rumors                     | Big T               | 4:33 |
| 10 | I’m A G                    |                     | 2:55 |
| 11 | Love and Understood        | Big T               | 4:09 |
| 12 | Smoke With Me              | Shima               | 4:40 |
| 13 | Houston's Finest           |                     | 3:22 |
| 14 | Nothin’ But Love           |                     | 4:20 |
| 15 | Nothin’ But Love [Screwed] |                     | 6:36 |